# Requiem (Bruckner)
Pour les articles homonymes, voir Requiem (homonymie).
Le Requiem en ré mineur, WAB 39, est une Missa pro defunctis composée par Anton Bruckner en 1849.

## Historique
Le Requiem en ré mineur, WAB 39, est une mise en musique de la Missa pro defunctis pour chœur mixte, voix solistes, trois trombones, un cor, cordes et orgue, composée par Bruckner à la mémoire de Franz Sailer, le notaire de l'Abbaye de Saint-Florian, qui lui avait légué un piano Bösendorfer.
Le Requiem est créé le 15 septembre 1849 à l'abbaye de Saint-Florian, un an après la mort de Sayler. Une deuxième exécution a lieu à l'abbaye de Kremsmünster le 11 décembre 1849. Le manuscrit est archivé à l'abbaye de Saint-Florian.
En 1892, âgé de soixante-dix ans, lorsqu'il révise la partition, Bruckner donne cette autocritique du requiem : Es is' net schlecht! (« Ce n'est pas mal ! »). Il donne la partition révisée à Franz Bayer. Bayer exécute l'œuvre le 4 décembre 1895 à Steyr pour les funérailles du curé Johann Evangelist Aichinger. La Bibliothèque nationale autrichienne acquiert la partition de la veuve de Franz Bayer, en 1923.

## Composition
1. Introït : Requiem – Andante, ré mineur
2. Séquence : Dies irae – Allegro, ré mineur
3. Offertoire
  1. Domine – Andante, fa majeur
  2. Hostias – Adagio, si bémol majeur : choral pour chœur d'hommes divisé et trombones
  3. Quam olim – Con spirito, fa mineur : double fugue, se terminant en fa majeur
4. Sanctus – Andante, en ré mineur
5. Benedictus – Andante, si bémol majeur - un cor solo remplace le trombone basse
6. Agnus Dei et communion
  1. Agnus Dei – Adagio en ré mineur
  2. Requiem – Adagio en ré mineur : choral a cappella
  3. Cum sanctis – Alla breve, en ré mineur, se terminant en ré majeur

Durée totale : environ 37 minutes.
Le Requiem est certainement « la première composition d'envergure » de Bruckner « et probablement sa première grande œuvre ». « [C']est incroyable ce qu'il a réalisé, en particulier si l'on regarde la grande double fugue du Quam olim Abrahae, composée au moins six ans avant même qu'il ne commence ses études avancées du contrepoint avec Simon Sechter ! ». Le Requiem est la première œuvre d'envergure de Bruckner et sa première composition pour orchestre. 
Il y a clairement une influence de Mozart, voire de Michael Haydn dans cette composition.

« [Il y a] de nombreux passages qui rappellent ce qui était déjà désuet en 1848/49 (le début du Requiem, qui cite celui de Mozart dans la même tonalité). Malgré l'inclusion d'archaïque basse continue pour l'orgue, il y a déjà plusieurs passages qui annoncent le grand Bruckner à venir,. »

« [Malgré le fait que] ce n'est pas une œuvre magistrale… [on] peut cependant affirmer que c'est la première démonstration que le jeune homme était un compositeur d'une promesse inestimable. […] [Le] début expressivement réticent du début du Requiem, avec les syncopes doucement mouvantes aux cordes […] anticipe déjà discrètement certains de ses propres passages des deux premières symphonies en ré mineur, les symphonies no '0' et no 3… [On] ne peut échapper à la beauté solennelle de cette musique, qui a déjà l'atmosphère authentique d'un génie naturel,. »

« Durant les années qui ont suivi la composition du Requiem, Bruckner composa un grand nombre de petites œuvres chorales ainsi que deux œuvres de plus large envergure : un Magnificat (1852) et la Missa solemnis en si bémol mineur (1854). Curieusement ces œuvres n'atteignent pas le niveau de qualité du Requiem,. »

## Versions et éditions
Bruckner effectua une légère révision de la partition en 1892.
Il y a trois éditions dans la Bruckner Gesamtausgabe :
- Édition Haas (1930/1931), avec la Missa solemnis.
- Édition Nowak (1966), qui corrige quelques erreurs de celle de Haas.
- Édition Rüdiger Bornhöft (1998) : modernise les clefs et corrige quelques erreurs mineures résiduelles.

## Discographie
La discographie du Requiem reste en peu en deçà de celle des autres œuvres de Bruckner. La plupart des quelque 20 enregistrements sont des exécutions live, qui n'ont pas atteint le commercial.
Selon Hans Roelofs, l'enregistrement LP de Schönzeler de 1970, qui était un vrai travail de pionnier, a, nonobstant les enregistrements ultérieurs, gardé son statut. Celui de Matthew Best constitue actuellement l'enregistrement de référence. Celui de Farnberger (1997) avec les Sankt Florianer Sängerknaben, enregistré dans l'abbaye de Saint-Florian, procure un parfum d'authenticité. Parmi les enregistrements plus récents, Roelofs retient ceux de Janssens (2006) avec le Laudantes Consort, et de Susana Acra-Brache (2010) avec le Grupo Vocal Matisses.
- 1970 : Hans-Hubert Schönzeler, Requiem & Quatre pièces pour orchestre, Alexandra Choir, Orchestre philharmonique de Londres, Robert Munns, orgue (28 mai/1er juin 1970, LP Unicorn UNS 210) (OCLC 5465237)
- 1972 : Hans Michael Beuerle, Requiem en ré mineur, Laubacher Kantorei et Ensemble instrumental Werner Keltsch (mai 1972, LP Cantate 658 231 ; rééd. Klassic Haus KHCD 2011-092 — avec le Psaume 146 par Wolfgang Riedelbauch)[12] (OCLC 248543129).
- 1974 : Friedrich Wolf, Anton Bruckner – Requiem, Chœur et orchestre St Augustin, Vienne, Martin Haselböck, orgue (1974, LP Philips 6599 855)[13] (OCLC 1040539480).
- 1980 : Herbert Ermert,  Anton Bruckner - Requiem en ré mineur, Bach-Gemeinschaft Bonn, Siegerland-Orchester, Ludger Lohmann, orgue (septembre 1980, Aulos FSM-53 552 AUL / Aulos AUL 66122) (OCLC 25707475) — avec le Requiem en ré mineur de Cherubini)
- 1984 : Jürgen Jürgens,  Anton Bruckner – Music of the St. Florian Period, 1845-1855 (II), Monteverdi-Chor, Camerata Academica de Hambourg, Werner Kaufmann, orgue (juillet 1984, Jerusalem Records / BSVD-0111, 2012, Bruckner Archive Production)
- 1987 : Matthew Best,  Bruckner - Requiem, Psalm 112 et Psalm 114,  Corydon Singers, English Chamber Orchestra, Thomas Trotter, orgue (12-14 février 1987, Hyperion CDA66245) (OCLC 468180244)
- 1997 : Franz Farnberger, Anton Bruckner in St. Florian – Requiem & Motets, Sankt Florianer Sängerknaben, Ensemble instrumental St. Florian, Andreas Etlinger, orgue (avril 1997, Studio SM D2639 SM 44) (OCLC 49559425)
- 2006 : Guy Janssens, A history of the Requiem - Part III, Laudantes Consort, Benoît Mernier, orgue (111 novembre 2006, Cypres CYP 1654) (OCLC 730534467) — avec le Requiem de Maurice Duruflé.
- 2010 : Susana Acra-Brache, Anton Bruckner : Requiem, Ave Maria et Te Deum, Grupo Vocal Matisses et In-Art Orquestra (11 avril 2010, CD/DVD édition de l'Ensemble Musica Sacra, 2010[14],[15] (OCLC 819135376).
- 2018 : Łukasz Borowicz, Anton Bruckner: Requiem, RIAS Kammerchor, Akademie für Alte Musik Berlin (novembre 2018, Accentus Music ACC30474) — édition Cohrs, basée sur la version de 1849 (2018).

## Sources
- Anton Bruckner, Sämtliche Werke, Kritische Gesamtausgabe – Band 15: Requiem d-Moll – Missa solemnis b-Moll, Dr. Benno Filsen Verlag GmbH, Robert Haas (Éditeur), Augsbourg-Vienne, 1930
- Anton Bruckner: Sämtliche Werke: Band XIV: Requiem d-Moll (1849), Musikwissenschaftlicher Verlag der Internationalen Bruckner-Gesellschaft, Leopold Nowak (Éditeur), Vienne, 1966 - nouvelle édition, Rüdiger Bornhöft (Éditeur), Vienne, 1998
- (de) Uwe Harten, Anton Bruckner : Ein Handbuch, Salzbourg, Residenz Verlag, 1996.
- (en) Keith William Kinder, The Wind and Wind-Chorus Music of Anton Bruckner, Westport, Connecticut, Greenwood Press, 2000
- (nl) Cornelis van Zwol, Anton Bruckner – Leven en Werken, Bussum (Pays-Bas), Thot, 2012